# Тутмос IV
Тутмос IV (Менхеперура) (1412–1402 до н. е.) — єгипетський фараон (бл. 1397 — 1388 до н. е.), восьмий представник XVIII династії, син Аменхотепа II і цариці Тіаа.
Правління Тутмоса IV, як і його спадкоємця Аменхотепа III (1402–1364 до н. е.) характерне не веденням великомасштабних війн, а будівництвом гігантських храмів на честь бога Амона, тому що успішна завойовницька політика Тутмоса III усунула всіх потенційних суперників Єгипту у зовнішньополітичній діяльності.

## Ранні роки життя
Тутмос, хоча й був сином головної цариці, спочатку не призначався в наступники своєму батькові. Згодом Тутмос розповідав про чудовий сон, який приснився йому, коли, бувши ще царевичем, він після полювання відпочивав у тіні Великого Сфінкса. У сні йому з'явився бог Хоремахет-Хепрі-Ра-Атум, якого нібито зображував Сфінкс, і зажадав розчистити його від пісків, які приносило вітром з пустелі, і до часу Тутмоса вже майже повністю поховали під собою Великого Сфінкса. В нагороду за цю послугу бог обіцяв зробити Тутмоса фараоном. Прокинувшись, Тутмос набрав робітників, розчистив Сфінкса і незабаром став фараоном. Напис, що оповідає про цю подію, було поміщено на плиті у передніх лап Сфінкса. До речі, в цьому ж написі згадується і фараон Хефрен, з чого ми робимо висновок, що Великий Сфінкс був висічений під час правління Хефрена (IV династія), хоча це єдина вказівка про час побудови Великого Сфінкса.

## Архітектурна спадщина
Фрагменти архітектурних споруд в Гізі і Мемфісі.
Капела в храмі Осіріса в Абідосі.
Карнак: спорудження перистиля перед 4-м пілоном, алебастрове святилище в храмі Амона, численні фрагменти архітектурних споруд.
Завершено гігантський обеліск Тутмоса III (тепер на площі Сан Джованні ді Латерано в Римі).
Вкрай погано зберігся поминальний храм в Курна.
Гробниця в Долині царів (KV43).